# آیرون فیست
آیرون فیست یا مشت آهنین (به انگلیسی: Iron Fist) با نام اصلی دنیل «دنی» توماس رند، یک شخصیت خیالی ابرقهرمان است که در کتب کامیک مارول کامیکس وجود دارد؛ و عضو گروه انتقام‌جویان جدید است؛ که توسط روی توماس و گیل کین خلق شده است و برای اولین بار، در شمارهٔ ۱۵ مجلهٔ مارول پریمیر در مه ۱۹۷۴ معرفی شد.

## داستان
این کمیک استریپ دربارهٔ مرد جوانی به نام «دنی رند» است که مانند دیگر ابرقهرمان‌ها دارای هویتی دوگانه است و هنگام خطر، تبدیل به آدمی با قدرت‌های استثنایی می‌شود. این قصه از آن جا شروع می‌شود که او دست‌هایش را وارد قلب یک اژدها می‌کند و به این ترتیب، تبدیل به یک ابرقهرمان می‌شود.

## رسانه
در سال ۲۰۰۹، شرکت مارول کامیکس اعلام کرد که قصد دارد تا از روی شخصیت‌های کمتر شناخته شده‌اش فیلم بسازد. در اوت ۲۰۱۰ اعلام شد که از ریچ ویلکز دعوت شده تا فیلمنامه‌ای برای فیلم آیرون فیست بنویسد. در نهایت مجموعه تلویزیونی مشت آهنین با مشارکت نتفلیکس و تلویزیون مارول و نقش‌آفرینی فین جونز در سال ۲۰۱۷ ساخته شده است.